# 怪盗レーニャ
『怪盗レーニャ』（かいとうレーニャ）は、日本の漫画、テレビアニメ。2010年1月8日の深夜24時50分から九州朝日放送で短編アニメとして放送されていたほか、同局で本放送終了から約2か月後の同年5月30日から日曜朝6時55分から7時00分まで再放送されていた。

## 概要
元モーニング娘。の6期メンバーである田中れいなをモチーフにしたコメディ。
『週刊ザテレビジョン』、『月刊ザテレビジョン』、『月刊ニュータイプ』、『コンプティーク』、『月刊少年エース』の5誌に広告として4コマ漫画を掲載していた。

## 登場人物
怪盗レーニャ
声 - 田中れいな
普段はコンビニエンスストア「ファミニャ」店員。ネコと人間のハーフ。欲望に正直。破天荒。
チュー太郎
声 - 岡野浩介
下克上をたくらむレーニャの助手のネズミ。ファミニャの店長「ネズミ田」。余計な口出しをすることが多く、レーニャの怒りを買い酷い目にあうことが多いが、どんな酷い目にあっても生きている。
警部
声 - 陽季想
大江戸署のベテラン警部。のっちのスカートがめくれたり、くっつかれたりするとすべてを許してしまう悪い癖がある。
刑事
声 - 岡野浩介
大江戸署のイケメン刑事。れいなが大好きでれいなへの妄想愛が止まらない。
婦警のっち
声 - 能登有沙（音楽ガッタス）
大江戸署ののんびり女性警察官。パンツははいてない。
扇風機
声 - 三澤紗千香
婦警のっちのスカートをめくらせる扇風機。電源がなくてものっちがいる場所に必ず現れる。

### その他
宇宙人アケミ、イヌワシ、スズメ
声 - 三澤紗千香
わっぱ
声 - 小倉唯　
謎の手、金の魔女像、モエネコ便
声 - 若林直美　
たちの悪い男、老師
声 - 佐藤竜雄　

## スタッフ
- 企画・原案・制作 - アップフロントスタイル
- 総監督・絵コンテ - サムシング吉松[1]
- 監督・演出 - 岩見英明[1]
- 原画 - Mr.A
- 音響監督 - 水島精二
- アニメーション制作 - スティングレイ[1]
- 製作 - 怪盗レーニャ制作委員会[1]（角川書店(現・KADOKAWA)・アップフロントグループ・KDDI・スティングレイ・九州朝日放送）

## 主題歌・挿入歌
オープニングテーマ
「盗んだハートはココですよ?」
作詞・作曲 - 畑亜貴 / 編曲 - 森藤晶司 / 歌 - 小倉唯 with ぷるぷるいゃ〜ん（能登有沙&三澤紗千香）（アップフロントワークス）
レコチョク、music.jp、アップフロント着信。フルで配信。プッチベスト11に田中れいながメインボーカルで新録された。
挿入歌
「小遣いUP大作戦」
作詞・作曲 - つんく / 編曲 - 米光亮 / 歌 - Berryz工房（アップフロントワークス/ピッコロタウン）
使用話数 - 第1話〜第3話
「ハレーションサマー」
作詞・作曲 - つんく / 編曲 - 平田祥一郎 / 歌 - Berryz工房（アップフロントワークス/ピッコロタウン）
使用話数 - 第1話

## DVD
- 怪盗レーニャ 第1巻(初回生産限定版・通常版) (2010年6月25日 角川映画)

第1話から第6話まで収録。
- 初回生産限定版のみの特典
  - ｢怪盗レーニャ｣オリジナル限定フィギュア(レーニャ スペシャルデフォルメver)
  - 描き下ろしイラスト　ジャケット、ボックス

- 怪盗レーニャ 第2巻(初回生産限定版・通常版) (2010年7月23日 角川映画)

第7話から第12話まで収録。
- 初回生産限定版のみの特典
  - ｢怪盗レーニャ｣オリジナル限定フィギュア(ファミニャ スペシャルデフォルメver)
  - 描き下ろしイラスト　ジャケット、ボックス

## 書籍
- 怪盗レーニャ全部のせ公式本　まるごと！レーニャ(2010年6月23日 角川書店) ISBN 978-4048545198

## アプリケーション
- 怪盗レーニャ for iPad[3](角川コンテンツゲート、2010年8月20日、有料)

- 第1話フィルムコミック
- 第2話〜第12話名場面ギャラリー
- キャラクター紹介
- 田中れいなオリジナルメッセージ動画
- DVDトレーラー映像　など

## その他
- ところどころに登場するイラストや予告状は田中れいな自身が書いている。

## 各話リスト
※放送日は九州朝日放送での初回放送時のもの。
| 話数 | サブタイトル                   | 脚本     | 放送日        |
| ---- | ------------------------------ | -------- | ------------- |
| 1    | 怪盗レーニャ参上やん!          | 金巻兼一 | 2010年 1月8日 |
| 2    | ナイショの話ィ〜!              | 金巻兼一 | 1月15日       |
| 3    | スペ〜ス略奪愛!?               | 金巻兼一 | 1月22日       |
| 4    | うそっ!命狙われた〜!           | 関島眞頼 | 1月29日       |
| 5    | え〜ん!ワナにかかったぁ〜!     | 金巻兼一 | 2月5日        |
| 6    | 忍者になりたぁ〜い!            | 金巻兼一 | 2月12日       |
| 7    | うそっ!レーニャが呪われたぁ〜! | 関島眞頼 | 2月19日       |
| 8    | エヘッ♥レーニャのデート大作戦! | 金巻兼一 | 2月26日       |
| 9    | 新撰組はじめましたぁ〜!        | 関島眞頼 | 3月5日        |
| 10   | あ〜ん、レーニャ初敗北の巻!    | 関島眞頼 | 3月12日       |
| 11   | 浮気はゆるさぁーん!            | 金巻兼一 | 3月19日       |
| 12   | さらばレーニャ!                | 金巻兼一 | 3月26日       |

## 放送局
| 放送地域 | 放送局             | 放送期間                      | 放送曜日 時間            | 放送系列                              | 備考                                     |
| -------- | ------------------ | ----------------------------- | ------------------------ | ------------------------------------- | ---------------------------------------- |
| 福岡県   | 九州朝日放送       | 2010年1月8日 - 3月26日        | 金曜 24時50分 - 24時55分 | テレビ朝日系列                        |                                          |
| 栃木県   | とちぎテレビ       | 2011年4月7日 - 6月16日        | 木曜 22時55分 - 23時00分 | 独立UHF局                             |                                          |
| 日本全域 | LISMO Video Store  | 2010年1月10日 - 3月28日       | 日曜 24時00分 -          | ネット配信 （ダウンロード配信専用）   | PCおよび KCP+対応 au携帯電話専用         |
| 日本全域 | ムービーゲート     | 2010年1月17日 - 4月4日        | 日曜 24時00分 -          | ネット配信                            | au・ドコモ・ソフトバンクの各携帯電話専用 |
| 日本全域 | Wiiの間            | 2010年3月27日 - 2012年4月30日 | -                        | ネット配信 （ビデオ・オン・デマンド） | 購入後7日間視聴可能（1話目のみ無料）     |
| 日本全域 | キッズステーション | 2010年5月24日 - 終了          | 月曜 23時54分 - 24時00分 | CS放送                                | リピートあり                             |